# Van Brienenoordbrug
De Van Brienenoordbrug is een brug over de Nieuwe Maas in het Rotterdamse stadsdeel  IJsselmonde en Kralingen-Crooswijk aan de oostkant van Rotterdam, in de  Nederlandse provincie Zuid-Holland. De brug bestaat uit twee naast elkaar gelegen boogbruggen met in het verlengde daarvan drie basculebruggen. De oostboog van de Van Brienenoordbrug is aangelegd in 1965 en de westboog in 1990. De weg over de brug is de rijksweg A16, en met zes rijstroken per richting en dagelijks meer dan een kwart miljoen voertuigen een van de breedste en drukste autosnelwegen van Nederland. Buiten de boog aan de oostzijde loopt ook een tweerichtingsfietspad. De totale lengte van de Van Brienenoordbrug bedraagt 1320 meter en de doorvaarthoogte is afhankelijk van het getijde.

## Geschiedenis

### De eerste brug

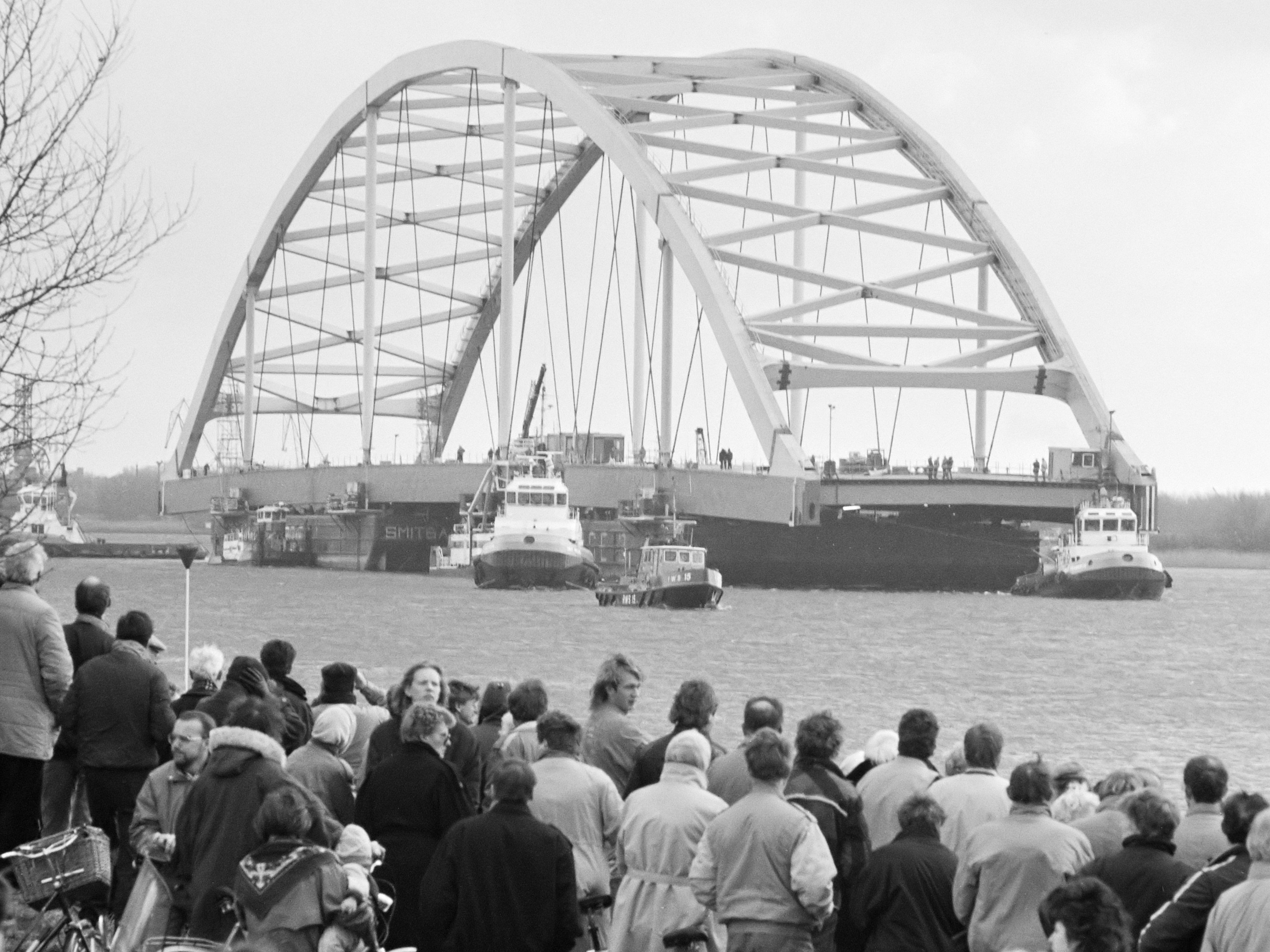
Tweede Van Brienenoordbrug vertrekt uit Zwijndrecht (1989)

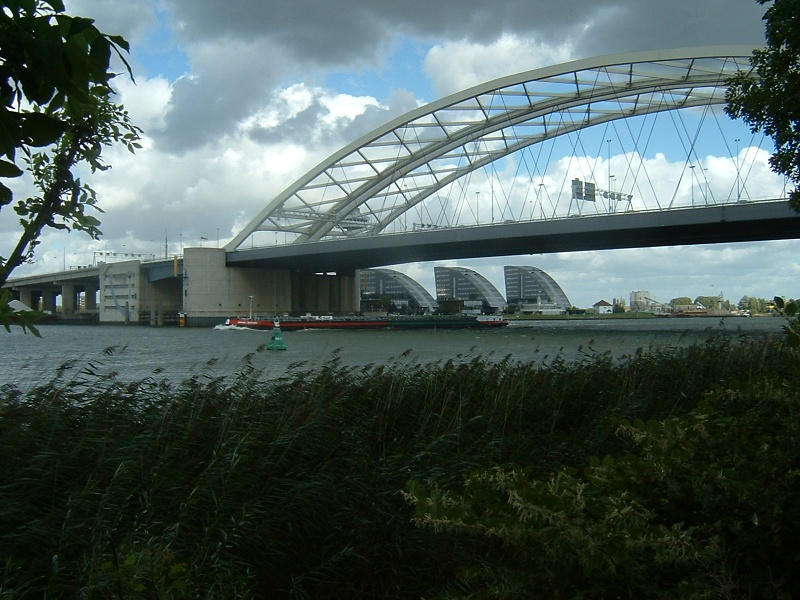
De dubbele boog van de Van Brienenoordbrug, gezien vanaf het Eiland van Brienenoord, 2004.

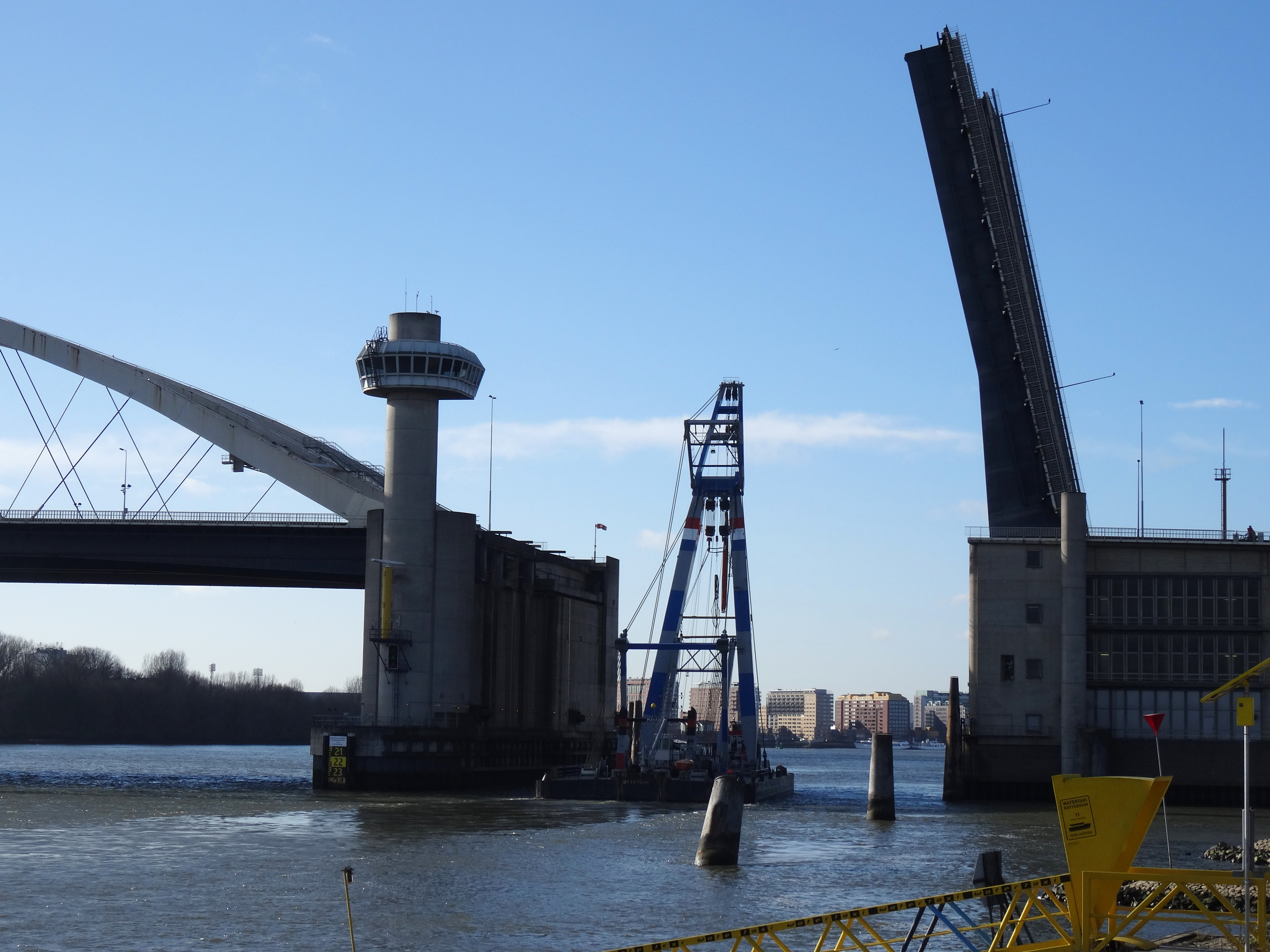
De Van Brienenoordbrug geopend voor een schip, 2014.

Het plan voor de Van Brienenoordbrug dateerde al uit de vroege jaren dertig. Tijdens de regering van minister-president Colijn werd een rijkswegenplan uitgewerkt waarbij ten oosten van Rotterdam een brug over de rivier zou komen. Het geld dat hiervoor gereserveerd was, werd echter voor de Maastunnel gebruikt. Na de oorlog werd pas weer in 1959 nagedacht over de Ruit van Rotterdam. Het bouwrijp maken van de grond nam een aanvang voor of in 1961. Rond 1962 stelde de gemeenteraad de naam van de brug vast. De Van Brienenoordbrug dankt zijn naam aan het onderliggende Eiland van Brienenoord, het oord van A.W. baron van Brienen.
De brug is in zijn geheel ter plaatse gebouwd. Om de boog te kunnen bouwen werden tijdelijk twee hulppijlers in het water gebouwd. De kenmerkende diagonale kabels waar het wegdek aan is opgehangen, geven de constructie een grote vormvastheid. Dit bleek mogelijk door de bijzondere verhoudingen van de boogvorm. Het ontwerp van ir. W.J. van der Eb van Rijkswaterstaat was voor zijn tijd revolutionair slank en transparant, en heeft later vele gebouwde bruggen geïnspireerd. De technisch tekenaar die het ontwerp van ingenieur Van der Eb heeft uitgewerkt was de heer C. Verkade, die in dienst van Rijkswaterstaat onder andere ook het ontwerp van het Emmaviaduct in Groningen op tekening heeft uitgewerkt.
De Van Brienenoordbrug werd door koningin Juliana feestelijk opengesteld voor verkeer op 1 februari 1965. Ook minister Jan van Aartsen was daarbij aanwezig.
De brug vormt de derde vaste oeververbinding na de opening van de Willemsbrug in het centrum van de stad in 1878 en de nog westelijker gelegen Maastunnel in 1942. In het zuiden sloot de nieuwe weg door middel van een groot verkeersplein bij IJsselmonde aan op de bestaande rijksweg 16 van de oude Stadionweg naar Dordrecht. Aan de noordkant hield het traject eerst op bij het Kralingseplein (bij het tegenwoordige Rivium), maar spoedig volgde de verlenging naar de Bosdreef en de Hoofdweg en in 1973 de aansluiting op de A20 op het Terbregseplein.

### Verdubbeling
Al snel bleek de capaciteit van de brug ontoereikend. In 1986 werd dan ook begonnen met een grootschalig project dat voorzag in een verdubbeling van de Van Brienenoordbrug en de toeleidende wegen. Om het scheepvaartverkeer zo min mogelijk te hinderen werd deze tweede boog niet ter plaatse gebouwd, maar in Zwijndrecht. In 1989 is de nieuwe boog, met een overspanning van 287,5 meter, naar zijn definitieve plaats gevaren, op slechts 15 centimeter ten westen (stroomafwaarts) van de oude brug. Deze operatie trok enorm veel publiciteit, onder meer doordat het gevaarte alleen via de Oude Maas en de Nieuwe Waterweg de Nieuwe Maas kon bereiken. Er moesten daarnaast de Spijkenisserbrug, Botlekbrug en de Koninginnebrug worden gepasseerd. De overige scheepvaart is voor die gelegenheid stilgelegd. Op 1 mei 1990 is de tweede Van Brienenoordbrug in gebruik genomen.
De tweede (westelijke) boog is iets breder dan de oude. Vol trots meldde men dat het nieuwe wegdek van het beweegbare deel veel dunner was dan dat van de oude brug. In de zomer van 1997 bleek echter het nieuwe wegdek te dun en ontstonden vermoeiingsscheuren, waardoor de val (het bewegende gedeelte) tegen hoge kosten vervangen moest worden. Deze ontdekking vormde de aanleiding voor de oprichting van het meerjarige onderzoeksproject Problematiek Stalen Rijvloeren van Rijkswaterstaat.

### Toekomst
Op 2 april 2008 werd bekendgemaakt dat de Van Brienenoordbrug in zo'n slechte staat verkeert dat ze binnen 10 jaar moet worden gerenoveerd. Op 17 januari 2018 presenteerde minister Van Nieuwenhuizen van Infrastructuur en Waterstaat in Rotterdam een plan voor de vernieuwing van de Nederlandse weginfrastructuur, waarin ook groot onderhoud aan de Van Brienenoordbrug werd aangekondigd, dat in 2020 zou kunnen beginnen. In de zomervakantie 2020 is begonnen met de houten balken van het beweegbare deel te vervangen en te asfalteren. Het plan is de brug in te pakken om te stralen wegens roestvorming. . 
In juni 2020 heeft de minister echter besloten om af te stappen van het renovatiespoor en de bruggen te gaan vervangen. De westboog zal worden vervangen door een nieuw te bouwen boogbrug met dezelfde functionaliteit, die in de zomer van 2026 zal worden verwisseld met de bestaande boogbrug en op de bestaande pijlers wordt gelegd. De oude westboog zal op een werf worden gerenoveerd en in de zomer van 2028 weer gebruikt worden om de oostboog te vervangen. In de tussenliggende tijd zal dan in 2027 het beweegbare deel worden gerenoveerd, waarbij in die zomer onder meer de twee brugkleppen van de oostboog zullen worden vervangen.

## Brugopening
Jaarlijks varen zo'n 140.000 schepen onder de brug door. Voor circa 500 daarvan moet de brug worden geopend, een proces dat 18 minuten duurt: de brug omhoog bewegen duurt 4 minuten, in 10 minuten vaart het schip onder de brug door, en het naar beneden gaan van de brug duurt wederom 4 minuten. Gedurende deze tijd wordt het wegverkeer stilgezet met slagbomen. Sedert november 2005 wordt de brug volledig op afstand bediend vanuit Rhoon in plaats van in het bedieningscentrum naast de brug.
Brugopening moet ten minste 3 uur van tevoren worden aangevraagd bij het Haven-Coördinatiecentrum. De verdere afhandeling wordt gedaan vanuit de Verkeersmanagementcentrale van Rijkswaterstaat.
Door een elektromechanische storing op 17 maart 2006 heeft de brug midden op de dag ongeveer een uur opengestaan. Er ontstonden files tot 7 kilometer lang. Als eerste sloot de westbrug (rijrichting Breda) en rond 13.00 uur de oostbrug (rijrichting Utrecht/Den Haag). Op 5 november 2006 wilde de brug weer niet sluiten door een elektrische storing en moesten technici de brug handmatig laten zakken.
Op 14 januari 2015 gingen rond het middaguur de slagbomen door een technische storing niet meer open. Dit zorgde voor files tot 8 kilometer lang. Na drie kwartier werden de slagbomen handmatig geopend, eerst de brug in de rijrichting van zuid naar noord.

## Verkeer

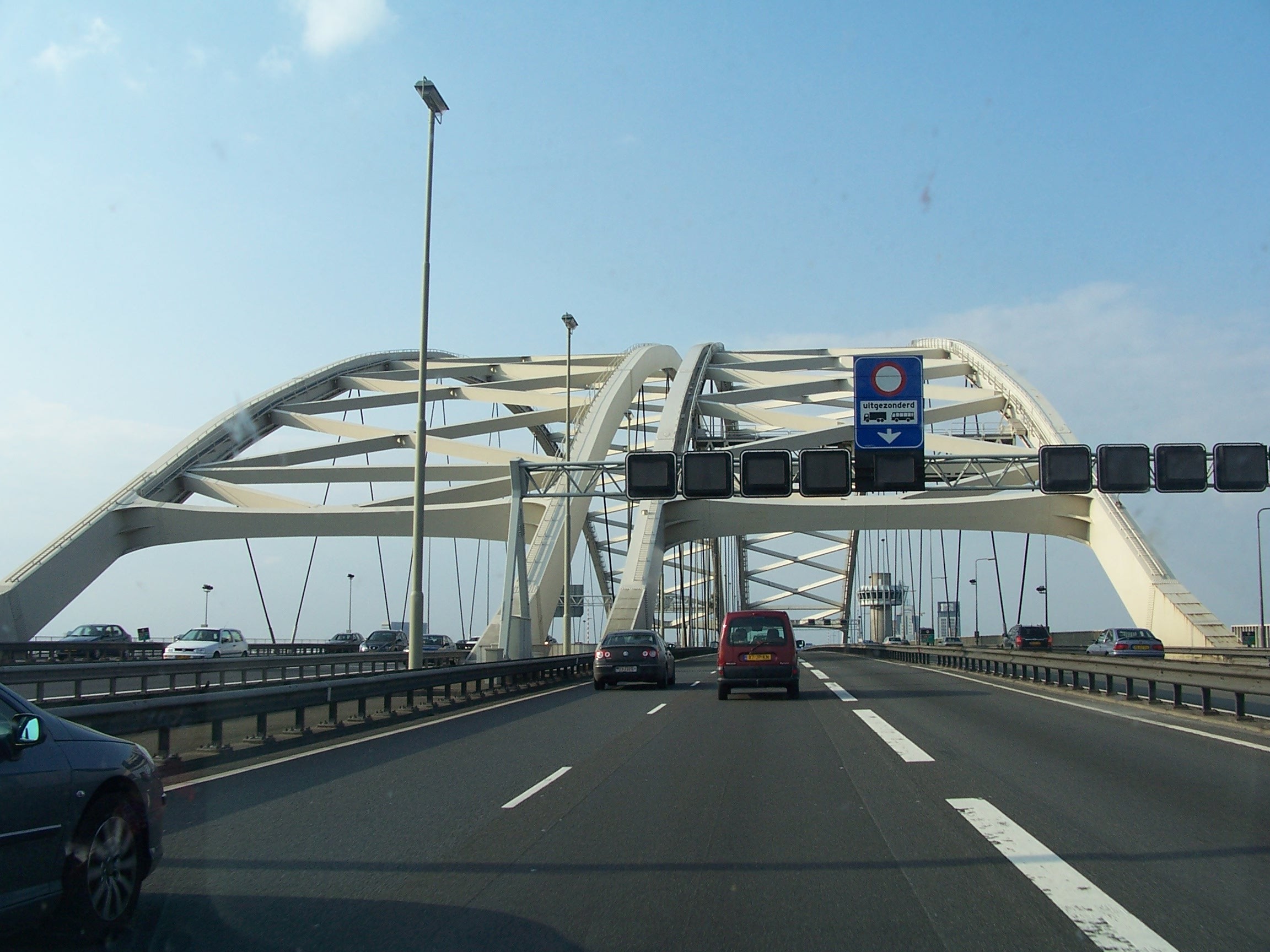
De vrachtwagenstrook.
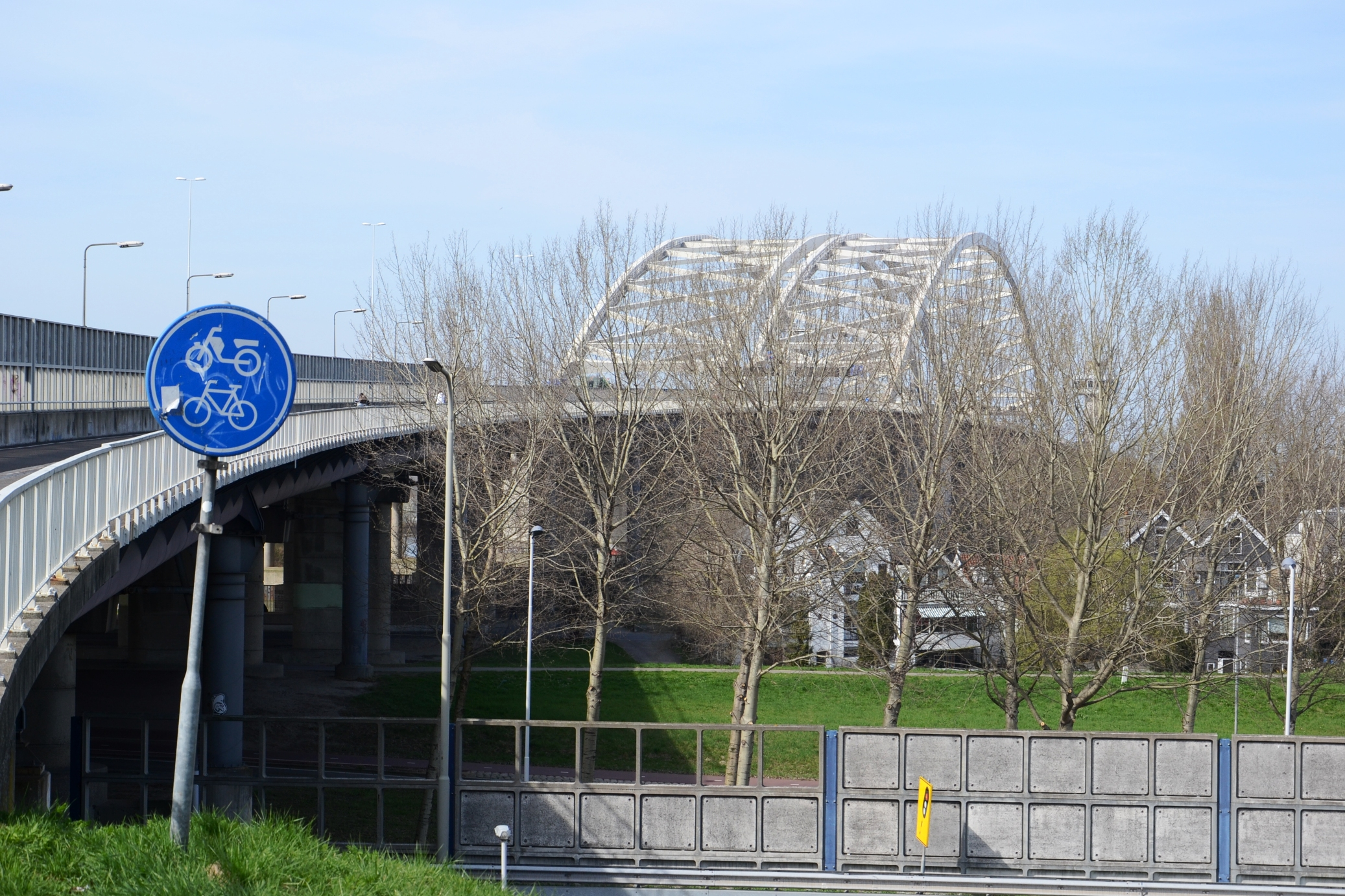
Het fietspad.
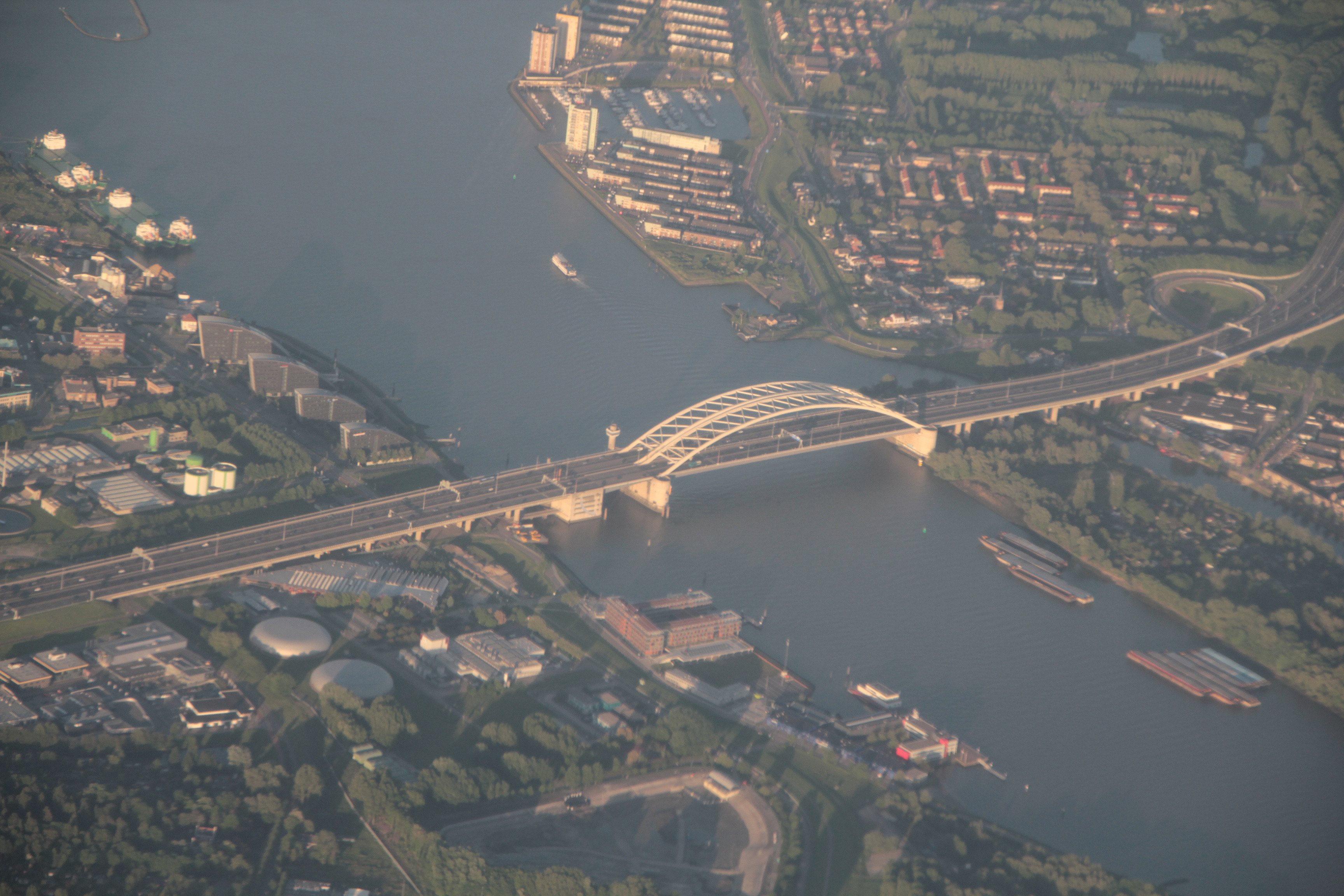
Vanuit de lucht, gezien naar het zuidoosten.
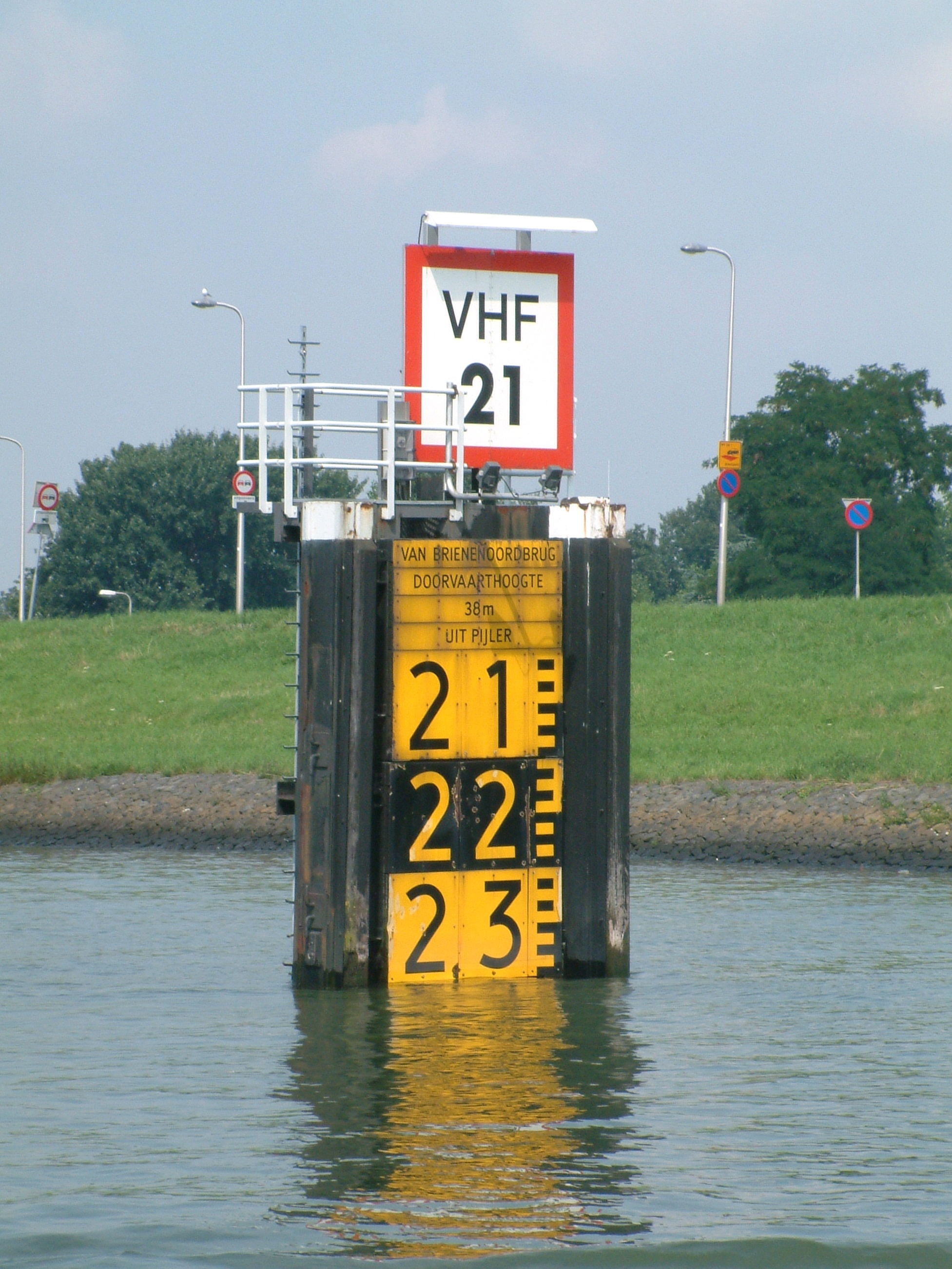
De doorvaarthoogte op 38 meter van de pijler, afhankelijk van het getijde.

Elk van de twee bruggen is in tweeën verdeeld. Zo is er aan beide zijden een hoofdrijbaan voor doorgaand verkeer en een parallelrijbaan voor lokaal verkeer. Dit is gedaan voor de doorstroming en verkeersveiligheid. Elk van deze vier banen bestaat uit drie rijstroken.
Sinds 1993 is op de hoofdrijbaan richting het Terbregseplein een vrachtwagenstrook waar vrachtverkeer en bussen zwaarder dan 3500 kg gebruik van mogen maken.
In 2001 was circa 13% van het verkeer dat over de brug reed vrachtverkeer.
De brug is toegankelijk voor fietsers, bromfietsers en overig langzaam verkeer.  Voorheen werden bromfietsers wel, maar fietsers niet toegelaten, maar dat werd door fietsers veelvuldig overtreden. 

## Trivia
- Op afspraak geeft Rijkswaterstaat rondleidingen op de brug aan groepen tot tien personen.
- In 1996 werd de Van Brienenoordbrug in Madurodam onthuld. De (enkele) boog overspant een lengte van 24 meter. Deze brug wijkt met schaal 1:12 af van de in het park gebruikelijke schaal 1:25.
- Op 1 februari 2015 vierde de Van Brienenoordbrug haar 50-jarig bestaan.

- Virtual International Authority File: 315529978